# Biougra
Biougra è una città del Marocco, nella provincia di Chtouka-Aït Baha, nella regione di Souss-Massa.
La città è anche conosciuta come Biugra, Bīūkrah o Bouigra.
La maggioranza della popolazione della città è di origine berbera.